# Siphocodon
Siphocodon es un género de plantas  perteneciente a la familia Campanulaceae. Contiene dos especies. Es originario de Sudáfrica. Comprende 2 especies descritas y   aceptadas.

## Taxonomía
El género fue descrito por Porphir Kiril Nicolai Stepanowitsch Turczaninow y publicado en Bulletin de la Société Impériale des Naturalistes de Moscou 25(2): 175. 1852. La especie tipo es: Siphocodon spartioides Turcz.

## Especies aceptadas
A continuación se brinda un listado de las especies del género Siphocodon aceptadas hasta octubre de 2013, ordenadas alfabéticamente. Para cada una se indica el nombre binomial seguido del autor, abreviado según las convenciones y usos.
- Siphocodon debilis Schltr.
- Siphocodon spartioides Turcz.